# Тіла
Ті́ла (ест. Tila küla) — село в Естонії, у волості Тарту повіту Тартумаа.

## Населення
Чисельність населення на 31 грудня 2011 року становила 184 особи.

## Географія
Село межує з південною околицею селища Кирвекюла.
Через населений пункт проходять автошляхи 3 (Йигві — Тарту — Валґа), естонська частина європейського маршруту E264, та 95 (Кирвекюла — Тарту).